# 舊王宮 (雅典)
希臘舊王宮（希臘語：Παλαιά Ανάκτορα）是希臘在近代歷史中第一座王宮，位於現代雅典的市中心，面對憲法廣場。其始建於1836年，完工於1843年。自1932年以來，這裡成為希臘議會的會場。此前的1875年至1932年間，希臘議會的會場為現時的希臘國家歷史博物館。

## 外部連結
- Official website of the Hellenic Parliament （页面存档备份，存于）
- History of the Hellenic Parliament Building （页面存档备份，存于）

Template:雅典地標